# Phyllachora dimorphocalycicola
Phyllachora dimorphocalycicola är en svampart som beskrevs av A. Pande & V.G. Rao 1995. Phyllachora dimorphocalycicola ingår i släktet Phyllachora och familjen Phyllachoraceae.   Inga underarter finns listade i Catalogue of Life.